# مارسلو ددفورد
مارسلو ددفورد (به انگلیسی: Marcello Thedford) بازیگر آمریکایی است.
از فیلم‌های معروف او می‌توان به بازی در فیلم کارمند ماه و چرا احمق‌ها عاشق می‌شوند اشاره کرد.